# Bovelingen
Bovelingen is een voormalige gemeente in het zuiden van de Belgische provincie Limburg. 
De gemeente Bovelingen werd opgericht in 1971 en bestond uit de toen opgeheven gemeenten Mechelen-Bovelingen en Rukkelingen-Loon. De fusiegemeente kreeg als naam Bovelingen naar de vroegere heerlijkheid die beide dorpen omvatte. In 1977 werd de gemeente opgeheven en bij Heers gevoegd.

## Geschiedenis
Het kasteel van Bovelingen is intussen afgebroken. In het kasteelpark liep Boudewijn van België op 22 januari 1891 een nierbloeding op, een gevolg van een verwonding in een duel met de echtgenoot van zijn maîtresse. Hij overleed de dag nadien. 

## Demografische ontwikkeling van de fusiegemeente
Alle historische gegevens hebben betrekking op de huidige gemeente, inclusief deelgemeenten, zoals ontstaan na de fusie van 1 januari 1971.
- Bronnen:NIS, Opm:1831 tot en met 1970=volkstellingen; 1976= inwonertal op 31 december